# Bataille de Marach (1920)
Ne doit pas être confondu avec Bataille de Marach.
Campagne de Cilicie
Batailles
- Marach
- Ourfa
- Aïntab (1er)
- Bozanti
- Aïntab (2e)
- Karboğazı (en)
- Aïntab (3e)
- Aïntab (4e)

La bataille de Marach (aujourd'hui Kahramanmaraş) est une bataille qui oppose l'armée turque kémaliste et l'armée française entre le 21 janvier 1920 et le 12 février 1920.